# Libanopsychoda abillamai
Libanopsychoda abillamai är en tvåvingeart som beskrevs av Azar , Nel, Solignac, Paicheler och Philippe Bouchet 1999. Libanopsychoda abillamai ingår i släktet Libanopsychoda och familjen fjärilsmyggor.
Artens utbredningsområde är Libanon. Inga underarter finns listade i Catalogue of Life.